# Richard Wagner
Richard Wagner, nemški operni skladatelj, dramatik, pesnik, pisatelj, gledališki režiser in dirigent  *22. maj 1813, Leipzig, Nemčija, † 13. februar 1883, Benetke, Italija.
Wagner je bil eden največjih inovatorjev v resni glasbi 19. stoletja. Z novimi harmonskimi zamislimi in zgradbo svojih dramatičnih kompozicij je vplival na mnoge skladatelje romantičnega obdobja. V privatenem življenju je bil pripravljen žrtvovati svojo družino in prijatelje v zameno za svojo glasbeno kariero. S svojimi antisemitskimi idejami, ki sicer niso v tesni povezavi z njegovim glasbenim udejstvovanjem, pa je pridobil tudi mnogo sovražnikov. V kasnejšem obdobju svoje kariere je užival podporo bavarskega kralja Ludvika II., ki je za uprizoritve njegovih oper prispeval pravo bogastvo. Prizore iz Wagnerjevih oper lahko vidimo na freskah v bavarskem gradu Neuschwanstein. Značilnost njegove glasbe so kromatično vodenje glasov, nerazvezani harmonski postopi, uporaba leitmotiva, izjemno dolge sekvence. Harmonska inovacija, imenovana Tristanov akord, iz prvih taktov njegove opere Tristan in Izolda, pomeni prelomni trenutek v zgodovini glasbene kompozicije.
Wagner slovi predvsem kot operni skladatelj. Za vse opere, ki jih je označeval kot glasbene drame, je libreto napisal sam. Skomponiral pa je tudi več orkestralnih, komornih in vokalnih skladb in deloval še kot dirigent in pisec glasbenih besedil.

## Življenjepis

### Otroška in mladostna leta  (1813–1830)
Richard Wagner se je rodil v Leipzigu, v hiši na ulici Brühl št. 3 (takrat gostišče Zum roten und weißen Löwen), v židovski četrti, kot deveti otrok Carla Friedricha Wagnerja, ki je bil uradnik v leipziški policiji in Johanni Rosini (rojeni Paetz), hčeri peka. 16. avgusta je bil krščen v cerkvi Svetega Tomaža z imenom Wilhelm Richard Wagner. Wagnerjev oče Carl je umrl za tifusom šest mesecev po Richardovega rojstvu. Mati Johanna je takoj po moževi smrti začela živeti z njegovim prijateljem, igralcem in dramatikom Ludwigom Geyerjem (1779-1821). Družina se je preselila v Dresden. Do štirinajstega leta je bil Wagner znan kot Wilhelm Richard Geyer.
26. februarja 1815 se je rodila Richardova polsestra Cecilia. Njegovi starejši bratje in sestre so bili Albert, Gustav, Rosalie, Julius, Louise, Clara, Terezija in Ottilia. Leta 1817 je Richard začel hoditi v šolo v Possendorfu blizu Dresdna, pod imenom Richard Geyer. Dve leti kasneje, 30. septembra 1821, je očim Ludwig Geyer zbolel in umrl. Za Richarda so potem skrbeli različni sorodniki. Oktobra 1821 ga vzame k sebi očimov brat Charles da Eisleben.
Leta 1826 se je družina preselila v Prago, kjer je bila Richardova sestra Rosalie zaposlena kot gledališka igralka. Richard pa je ostal v Dresdnu in bil nastanjen pri družini dr. Boehmeja, ter občasno obiskoval svojo družino v Pragi. Pred božičem 1827 so se vsi vrnili v Leipzig. Tukaj je v letih 1828-1830 obiskoval, zdaj pod imenom Richard Wagner, šolo St. Nicholas in St. Thomas v Leipzigu. Blestel je v grščini. V tem obdobju je imel za zgled strica Adolfa Wagnerja, filologa, ki je slovel kot prevajalec Sofoklesa. Richard prebere v njegovi obsežni knjižnici Shakespeara (bral ga je v izvirniku) in druge romantike in kot šolar napisal svoje prvo dramsko delo, Leubald und Adelaide (1826-1828), veliko tragedijo v petih delih v Shakespearovem slogu.
Pri dvanajstih letih se je začel učiti klavir, kasneje pa še violino. Med letoma 1828-1831 Wagnerja poučuje v harmoniji Christian Gottlieb Müller. V januarju 1828 je prvič slišal Beethovnovo 7. simfonijo, nato pa v marcu še 9. simfonijo. Beethoven je postal Wagnerjev glavni navdih in tako napiše klavirski prepis 9. simfonije. Zelo ga je navdušil tudi Mozartov Requiem. Leta 1829 je videl nastop sopranistke Wilhelmine Schröder-Devrient v Beethovnovem Fideliu. V življenjepisu "Mein Leben" je Wagner zapisal: "Ko gledam nazaj čez moje življenje, ne najdem nobenega dogodka, ki bi naredil name tak vtis, kot ga je pripravila ta opera" in trdil, da je "globoko človeško in ekstatično izvajanje te umetnice« razplamtel v njem "skoraj demonski ogenj".
Takrat mu je postalo jasno, da želi postati glasbenik. Kmalu je napisal prve sonate in godalni kvartet (1829) ter več uvertur (1830).

### Obdobje "Sturm und Drang" (Viharništvo) (1831–1834)
Od leta 1831 je Wagner študiral glasbo na Univerzi v Leipzigu. Lekcije je dobival pri Christianu Theodorju Weinligu, ki mu je posvetil svojo klavirsko Sonato v B-duru. To delo se je že pojavilo v tiskani obliki leto kasneje pri založniku Breitkopfa & Härtel. Po prvem uspehu leta 1832 napiše koncertno Uverturo v d-molu ter več drugih koncertnih del, vključno s Simfonijo v C-duru, ki je bila premierno predvajana istega leta na praškem konservatoriju.
Zgleduje se po obdobju pozne romantike, zlasti po E.T.A. Hoffmannu in pripravi načrt za svojo prvo opero z naslovom Svatba (Die Hochzeit). Že napisano besedilo je kasneje, na željo sestre Rosalie, uničil.
Wagner je bil nekaj časa aktivni član študentskega združenja Corps Saxonia Leipzig. Zapustil ga je razočaran nad politično držo leipziških študentov do vstaje na Poljskem.
Wagner je začel skladati svojo opero Die Feen (Vile), potem ko je dobil svojo prvo službo kot zborovodja v gledališču v Würzburgu. V časopisu Zeitung für die elegante Welt se takoj pojavi esej o njegovi "nemški operi". Kot glasbeni direktor poletne sezone v Bad Lauchstaedtu in gledališču v Magdeburgu, je spoznal igralko Christino Wilhelmino "Minna" Planer in se strastno zaljubil vanjo.

### Prva izkušnja z gledališčem (1835-1841)
Wagner je leta 1835 pisal opero Das Liebesverbot (Prepoved ljubezni) in že drugo sezono režiral v Magdeburgu. 29. marca 1836 je bila premiera omenjene opere v obupnih razmerah, druge uprizoritve potem ni bilo. Preko Berlina je Wagner potoval v Königsberg. 24. novembra se je poročil z Minno Planer, ki je bila tam igralka v cerkvi Tragheim. 1. aprila 1837 je postal glasbeni direktor v Königsbergu. Gledališče kmalu razpade zaradi slabega upravljanja. Wagner je živel preko svojih zmožnosti in zaprosil za posojilo, ki ga ni mogel vrniti. V juniju 1837 je postal dirigent v lokalni operi v Rigi, kjer je bil varen pred nemškimi upniki. V juliju njegova žena Minna pobegne s trgovcem Dietrichom, a se oktobra skesano vrne nazaj k njemu v Rigo. Tukaj je začel pisati opero Rienzi.
Po letu 1839, ko si je nabral velike dolgove, pobegne iz Rige. Čez viharno morje se odpravi v London (od tod mu navdih za Der fliegende Holländer - Letečega Holandca). Po kratkem postanku v Londonu, prispe septembra 1839 v Pariz in tam ostane do leta 1842. Tukaj je spoznal Heinricha Heineja in Franza Liszta. Richard piše članke in ureja opere drugih skladateljev, predvsem v imenu založbe Schlesinger. Končal je tudi tretji in četrti del opere Rienzi in Letečega Holandca.

### Dresden (1842-1849)
Wagner je končal opero Rienzi leta 1840. Leta 1842 se preseli v Dresden. Z močno podporo Giacoma Meyerbeera je bila Rienzi predvajana v kraljevem gledališču v Dresdnu (Hofoper) in si prislužila precej pohval.
Wagner je živel v Dresdnu še naslednjih šest let in bil imenovan za dirigenta v kraljevem gledališču. V tem obdobju je bila uprizorjena opera Leteči Holandec (2. januar 1843) in kasneje še Tannhäuser (19. oktober 1845), prvi dve od njegovih treh oper iz srednjega obdobja. Wagner se je družil z različnimi umetniki v Dresdnu, tudi s skladateljem Ferdinandom Hillerjem in arhitektom Gottfriedom Semperjem.
Sodelovanje Wagnerja v levopolitičnem gibanju in v majski vstaji, ki pa je bila krvavo zatrta v kali je pomenilo, da v Dresdnu ni bil več dobrodošel. Kot podpornik vstajnikov leta 1849, je moral pobegniti, odšel je najprej v Pariz, nato pa v Zürich.

### Leta v Zürichu (1849–1858)
Wagner je preživel naslednjih dvanajst let v izgnanstvu. Dokončal je opero Lohengrin (1848), zadnjo izmed njegovih oper iz srednjega obdobja pred Dresdensko vstajo in pisal libreto za Mojstre pevce nϋrnberške (Die Meistersinger von Nϋrnberg). Prijatelja Franza Liszta je prosil, da so Lohengrina uprizorili v njegovi odsotnosti. Liszt je v avgustu 1850 vodil premiero v Weimarju.
Wagner je bil v veliki osebni stiski, izoliran od nemškega glasbenega sveta in brez rednih dohodkov. Zapletel se je v afero z mlado Jessie Laussot, vendar je po nekaj tednih afero končal in se vrnil k ženi v Zürich. Šel je na zdravljenje v sanatorij v Albisbrunn, kjer je izdelal osnutek pesnitve Der Ring des Nibelungen (Nibelunški prstan). Spoznal je Georgea Herwegha, kolega Karla Marxa in z njim živahno razpravljal ter se navdušil nad pohodništvom. V samoti visokogorskih ledenikov je videl prizore za Prstan.
V maju 1853 je imel Wagner v Zürichu izjemen koncert z odlomki iz svojih del. V juliju ga je obiskal Liszt. V septembru je šel v Italijo, kjer je v La Spezii dobil navdih za svoje Rensko zlato (Das Rheingold). 10. oktobra je bil Wagner z Lisztom v Parizu, kjer je prvič videl njegovo hčer Cosimo, ki je bila stara že 15 let. Začel je pisati Rensko zlato, ki ga je zaključil v treh mesecih do januarja 1854.
Wagner je v svojih prvih letih v Zürichu napisal niz esejev oziroma glasbenih kritik, kjer je opisoval opero kot celovito umetniško delo, v katerem se različne umetnosti, kot so glasba, petje, ples, poezija, vizualne umetnosti poenotijo. Po njegovem mnenju je pisanje popularne glasbe in s tem doseganje finančnega uspeha v nasprotju z ustvarjanjem prave umetnine.
Pred odhodom v Dresden leta 1851, je Wagner pripravil scenarij, ki je sčasoma postal cikel štirih oper Der Ring des Nibelungen. Najprej je leta 1848 napisal libreto za eno opero, Siegfrieds Tod (Siegfriedova smrt); besedilo te opere je prva različica bodočega Somraka bogov (Götterdämmerung). Po prihodu v Zürichu je razširil zgodbo z opero Der junge Siegfried (Mladi Siegfried), v kateri je raziskal junakovo ozadje. Besedilo cikla je zaključil s pisanjem libreta za Die Walkϋre (Valkira) in Das Rheingold (Rensko zlato) in revidiral druge librete v skladu s svojim novim konceptom ter jih dokončal leta 1852. Wagner je začel s skladanjem glasbe za Rensko zlato med novembrom 1853 in septembrom 1854, takoj zatem pa še za Valkiro (napisana med letoma junij 1854 in marec 1856). Začel je delati na tretji operi Prstana, ki jo je tedaj imenoval preprosto Siegfried. Verjetno od septembra 1856 do junija 1857 je zaključil le prva dva dela, nakar se je odločil delo prekiniti in se osredotočiti na novo idejo - opero Tristan in Izolda, ki temelji na ljubezenski zgodbi o Tristanu in Iseult. Vir navdiha je bila filozofija Arthurja Schopenhauerja katere privrženec je Wagner ostal do konca življenja. Drugi vir navdiha je bila zaljubljenost Wagnerja do pesnice in pisateljice Mathilde Wesendonck, za katero je uglasbil nekatera njena besedila. Njen mož, trgovec Wesendonck, je dal od maja 1853 dalje Wagnerju več posojil za financiranje gospodinjskih izdatkov v Zürichu, in leta 1857 postavil kočo na svojem posestvu in jo dal Wagnerju na razpolago.
Da bi zaslužil za življenje je Wagner v letu 1855 izvedel več koncertov z Londonsko filharmonijo, enega tudi pred kraljico Viktorijo.
18. Avgust 1857 sta v Berlinu se poročila Hans von Bülow in Cosima in na svojem poročnem potovanju obiskala Wagnerja v Zürichu. Afera Wagnerja z Mathilde Wesendonck se je stopnjevala do leta 1858. Potem ko je Wagnerjeva žena Minna odkrila odnos moža do poročene Mathilde Wesendonck, je povzročila škandal. Wagner je zapustil ženo in odpotoval v Benetke, kjer je uglasbil drugo dejanje Tristana, Minna pa se je preselila v Dresden.

### Leta potovanj (1859–1865)
Spomladi leta 1859 je moral Wagner iz političnih razlogov zapustiti Benetke, ki so bile tedaj pod avstrijsko upravo. Odšel je v Luzernu in v hotelu Schweizerhof končal Tristana. Potem se je vrnil v Pariz, kamor ga je Minna sledila. Princesa Pauline von Metternich in Marie von Kalergis (kasneje vojvodinja Muchanoff) sta našli nove pokrovitelje, ki so mu omogočili koncerte v Parizu in Bruslju. V avgustu 1860 je Wagner, po delni amnestiji Saškega kralja, spet stopil na nemško zemljo.
Wagner je leta 1861 za gledališče Opéra Garnier v Parizu napisal novo francosko različico svojega Tannhäuserja, za katerega je ponovno napisal prvo sceno in dodal balet. Kljub temu pa rezultati niso izpolnjevali pričakovanj nekaterih pariških klubov. Prišlo je do škandala. Dirigent Pierre-Louis Dietsch je po mnenju Wagnerja sabotiral izvedbo. Wagner je svoje delo umaknil. Zapustil je Pariz in živel v Karlsruheju, Benetkah in na Dunaju, nato pa se ponovno vrnil v Pariz, da bi začel z glasbeno založbo Francis Schott iz Mainza z novim delom, Mojstri pevci nϋrnberški. V začetku leta 1862 se je preselil v Biebrich, da napiše glasbo za to opero.
V začetku leta 1862 je v Biebrichu prišlo do končne ločitve z Minno. V istem letu je Saški kralj izdal popolno amnestijo. Wagnerjev prijatelj in zavetnik Wendelin Weißheimer prvič organizira koncert v Leipzigu. V juliju se je sestal z Bülowom, šel na Dunaj in preživel nekaj mesecev v Penzingu, kjer so načrtovali premiero Wagnerjevega Tristana. V Musikverein na Dunaju je imel v navzočnosti cesarice Elizabete nekaj zelo odmevnih koncertov. Leta 1863 Wagner koncertirala v Sankt Peterburgu, Moskvi, Budimpešti, Pragi in Karlsruheju. Koncerti so bili umetniško uspešni vendar niso prinesli pričakovanega prihodka. Spomladi leta 1864 Wagner pobegne pred davčno preiskavo in upniki z Dunaja in obišče Marijo Elizo Wille v Zürichu.
Zadnja možnost izboljšave finančnega stanja se je zgodila 4. maja 1864, ko je postal kralj Ludvik II. Wagner je bil ne le najljubši kraljev skladatelj, temveč je postal tudi njegov "oče", prijatelj in svetovalec. Kralj je ostal do smrti Wagnerjev pokrovitelj. Kralj mu je dal na voljo hišo v Münchnu, v Brienner straße. 10. aprila 1865 se je v Münchnu rodila Izolda, prvi otrok Cosime (še vedno poročene von Bülow) in Richarda Wagnerja. 10. junija je bila v Münchnu prva izvedba Tristana und Isolde. 17. julija Wagner začne narekovati svojo avtobiografijo, Mein Leben. Zaradi nasilnih protestov ljudi in vlade, zaradi potratnosti Ludvika II, Wagner decembra zapusti Bavarsko in gre v Švico. Začasno je najel podeželsko hišo v Ženevi, kjer začne pisati prvo dejanje opere Mojstri pevci. Pri iskanju stalnega prebivališča v začetku leta 1866 odpotuje v Toulon, nato v Lyon in Marseille.

### Zatočišče v Tribschen (1866–1871)
Njegova žena Minna je umrla 25. januarja 1866 v Dresdnu. Konec marca je Wagner najel vilo v bližini Luzerna v kraju Triebschen in se tja preselil 15.aprila. Nadaljeval je s pisanjem Mojstrov pevcev. Nekaj mesecev kasneje se je k njemu preselila tudi Cosima z otroki.
22. maja je prejel obisk kralja Ludvika in Pavla von Thurn und Taxis. Ludvik je želel kot kralj prepričati Richarda Wagnerja, da se vrne v München. Prva izvedba Mojstrov pevcev je bila 21. junija 1868 v Münchnu. 8. novembra se je v Leipzigu prvič srečal z Nietzschejem. 22. septembra je bil na ukaz kralja Ludvika in proti Wagnerjevi volji, v Münchnu svetovna premiera Renskega zlata. Tudi prva izvedba Wagnerjeve Valkire je bila brez njegovega soglasja predvajana 26 junija 1870 v Münchnu.
18. julija 1870 je bila poroka Cosime in Hansa von Bülowa razvezana, 25. avgusta sta se v protestantski cerkvi v Luzernu Cosima in Richard Wagner poročila. Wagner se je odločil leta 1871 v Bayreuthu imeti festivalsko prizorišče in napovedal na prvem festivalu izvedbo Nibelunškega prstana. V aprilu ga v Berlinu sprejme Otto von Bismarck. Finančna podpora načrtovanega festivala nemškega cesarstva ni bila odobrena.

### Leta v Bayreuthu (1872–1881)
Leta 1871 se je Wagner odločil preseliti v Bayreuthu. Mestni svet mu je podaril veliko parcelo, na kateri je nameraval zgraditi Festivalno dvorano (Bayreuth Festspielhaus). Wagner je sprva napovedal prvi Festival v Bayreuthu, v kateri bi prvič predvajali celoten Nibelunški prstan, za leto 1873. Zapletalo se je pri financiranju, Wagner je koncertiral po Nemčiji, končno je leta 1874 dodal sredstva tudi kralj Ludvik II. Gledališče je bilo končano leta 1875. Za oblikovanje Festspielhaus si je Wagner prisvojil nekaj zamisli svojega nekdanjega kolega Gottfrieda Semperja, ki je načrtoval novo operno hišo v Münchnu. Wagner je bil idejni vodja več gledaliških inovacij v Bayreuthu: to je temnenje avditorija med predstavami in postavitev orkestra v jamo. Edinstvena akustika temelji na lesenem odru, avditorij pa nima na straneh lož. Sedeži so oblazinjeni tako, da je čim manj absorbcije zvoka.
13. avgusta 1876 je bila v Bayreuthu prva predstava, tudi v prisotnosti cesarja Viljema I., cesarja Pedra II. Brazilskega, Antona Brucknerja, Camilla Saint-Saënsa in Petra Iljiča Čajkovskega. Rensko zlato je dirigiral Hans Richter.
V septembru je Wagner odpotoval v Italijo v Sorrento na srečanje z Nietzschejem. V letih 1877-1879 Wagner dela na Parsifalu. Med obiskom v Londonu ga je sprejela kraljica Viktorija. 31. decembra 1879 je Wagner spet odšel v Italijo in ostal v naslednjem letu v Neaplju, Ravellu, Sieni in Benetkah.
V novembru 1881 je imel Wagner težave z zdravjem, imel je hude napade angine, zato je zaradi ugodnejšega podnebja, s svojo družino odpotoval na Sicilijo. 13. januarja 1882 v Palermu dokonča Parsifala, ki je bil v istem letu na drugem festivalu v Bayreuthu 26. julija premierno predstavljen. Pred tem je bil v Münchnu zasebno za kralja Ludvika odigran Parsifalov preludij, in to je bilo njuno zadnje srečanje.

### Smrt v Benetkah 1883
Po festivalu je družina Wagner odpotovala v Benetke. Wagner je umrl 13. februarja 1883 zaradi srčnega napada v starosti 69 let v palači Vendramin-Calergi ob Canalu Grande. Kipar Augusto Benvenuti je 14. februarja izdelal posmrtno masko. 16. februarja je balzamirano telo Wagnerja, skupaj s svojo družino in nekaj prijatelji, v dveh posebnih vozilih, ki sta bili pritrjeni na vlak iz Benetk, prepeljano prek Münchna v Bayreuth. Ob prihodu v nedeljo, 18. februarja, je bila krsta z ostanki prenešena od Gotterdammerung do Vile Wahnfried, kjer je pokopan v grobnici pripravljeni na vrtu.

## Spominska obeležja
- Doprsni kipi: v Bayreuthu, na Schwanenteich v Leipzigu, avtor Max Klinger in drugi;
- Spomeniki: v Berlinu v Živalskem vrtu, avtor Gustav Eberlein, v Mϋnchnu na Prinzregentenplatz, avtor Heinrich Waderé, kipar in slikar Richard Guhr je naredil spomenik, ki stoji v Graupi v Wagnerjevem muzeju;
- Muzej Richarda Wagnerja v Bayreuthu in Luzernu;
- Park Richarda Wagnerja v Leipzigu;
- Nibelunška dvorana, spominski tempelj zgrajen leta 1913 v Königswinterju blizu Bonna.

## Wagnerjeva glasbena zapuščina

### Opere
Wagnerjeve opere so njegova glavna umetniška zapuščina. Za razliko od večine opernih skladateljev, ki so prepustili pisanje libretov (besedil) drugim, je Wagner napisal svoje librete sam.
Od leta 1849 dalje je ustvaril nov koncept opere in jo imenoval  "glasbena drama". Wagner je razvil nov slog kompozicije, v katerem je bil pomen orkestra enak pomenu pevcev. V orkestru je za dramatičnost uporabljal "leitmotiv", glasbene fraze, ki so napovedale posebne značilnosti ali posamezne elemente. Te fraze so pripomogle k razvoju in napredovanju dramatičnosti. Wagnerjeve opere so, po mnenju večine poznavalcev, glasbene drame.

### Zgodnja dela (do 1842)
Wagnerjevi prvi poskusi napisati opero, so bili pogosto nedokončani. Opuščena bils dela so: 
- pastoralna opera, ki temelji na Goethejevem delu Die Laune des Verliebten in jo je napisal pri starosti 17 let,
- Die Hochzeit (Svatba), na kateri Wagner je delal leta 1832, in
- Männerlist größer als Frauenlist (Moški so bolj zviti kot ženske, 1837-1838).

Die Feen (Vile, 1833) je bila dokončana šele po Wagnerjevi smrti in Das Liebesverbot (1836), ki je bila umaknjena po prvi izvedbi.
Rienzi (1842) je bila Wagnerjev prva opera, ki je bila uspešno uprizorjena. Slog teh zgodnjih del je konvencionalen, bolj sofisticirana je Rienzi, ki kaže na vpliv Meyerbeerove "Grand Opera" in niso imele ambicije postati del glasbene zgodovine. Nobena od njih ni bila nikoli predvajana na festivalu v Bayreuthu, le redko so bile izvedene v zadnjih sto letih.

### Romantične opere (1843–51)
Naslednja faza Wagnerjevega ustvarjanja se je začela z Der fliegende Hollander ("Leteči Holandec", 1843), sledila sta Tannhäuser (1845) in Lohengrin (1850). Te tri opere včasih označujejo kot "romantične opere". Čeprav se je distanciral od sloga teh oper, je od 1849 dalje vseeno večkrat predelal tako Letečega Holandca kot Tannhäuserja. Te tri opere predstavljajo pomemben razvojni korak v Wagnerjevi glasbeni in operni zrelosti, kar zadeva tematiko, prikaz čustev in orkestracijo. Vse tri se redno in pogosto izvajajo po vsem svetu. Z njimi je zaslovel že v času svojega življenja.

### Glasbene drame (1851–82)

#### Začetek  Prstana
Wagnerjeve drame smatrajo za njegove največje mojstrovine. Nibelunški prstan (Der Ring des Nibelungen), pogosto imenovan kar Prstan je niz štirih oper, ki temeljijo na elementih germanske mitologije, predvsem kasnejše nordijske mitologije (staronordijski ep Edda in Volsunga Saga) in visoki nemški pesmi Nibelungenlied. Wagner je posebej razvil libreto za te opere v skladu s svojim razumevanjem Stabreim, zelo alterativne rime verzov, ki se uporabljajo v stari germanski poeziji. Nanj so vplivali tudi elementi grške drame, v kateri so bile tetralogije del atenskih festivalov.
Prvi dve komponenti cikla Prstan sta Das Rheingold (Rensko zlato), ki je bila končana leta 1854, in Die Walküre (Valkira), ki je bila končana leta 1856. V Renskem zlatu je s svojim neusmiljenim realizmom prišel zelo blizu glasbenih idealov iz njegovih esejev iz let 1849-1851. Valkira, ki vsebuje skoraj tradicionalne arije (Winterstürme Siegmund v prvem dejanju) in kvazi-zborovski nastop Valkir, kaže bolj operne poteze.

#### Tristan in Izolda in Mojstri pevci nürnberški
Med komponiranjem opere Siegfried, tretjega dela Prstana, je Wagner prekinil delo na njem in med letoma 1857 in 1864 napisal tragično ljubezensko zgodbo Tristan in Izolda in njegovo edino komedijo Die Meistersinger von Nürnberg (Mojstri pevci nürnberški).
Tristan ima posebno mesto v glasbeni zgodovini. Mnogi ga vidijo kot odmik od konvencionalne harmonije in tonalitet in menijo, da postavlja temelje za smer klasične glasbe v 20. stoletju. Wagner je v tej operi dosegel ravnotežje med dramatičnostjo in med vokalnimi in orkestralnimi linijami. Pretirano je uporabljal godala in iskal govorico tišine, kar mu je uspelo kot nobenemu skladatelju do tedaj. Opera je bila končana leta 1859 in prvič predvajana v Münchnu v juniju 1865.
Mojstri pevci nürnberški so bili zasnovani v letu 1845 kot nekakšen strip za Tannhäuserja. Premierno so bili predstavljeni v Münchnu 21. junija 1868 in poželi velik uspeh. Tema je pevsko tekmovanje, ki ga spremlja sodnik in beleži prekrške pravil. Vsebina predstavlja ironično sliko mestnega življenja v stari Nemčiji.

#### Dokončanje Prstana
Ko se je Wagner vrnil k pisanju glasbe za zadnje dejanje Prstana, to je dokončanje Siegfrieda (prvi dve dejanji je napisal v letih 1856 in 1857, tretje pa šele 1869-71) in Gotterdammerung (Somrak bogov), se je njegov stil ponovno spremenil in bil bližji opernemu. To je delno posledica dejstva, da je bil libreto štirih delov Prstana zapisan v obratnem vrstnem redu, kot kasnejša uglasbitev. Razlike izhajajo tudi iz razvoja Wagnerja kot skladatelja v obdobju, v katerem je napisal Tristana, Mojstre pevce in pariško različico Tannhäuserja. V uvodu v Prstan najdemo velike leitmotive in so temelj celotne tetralogije in jih izvaja orkester. Valkiro je končal med letoma 1854 in 1856. Opera je priljubljena zaradi melodične uverture in opisovanja narave, najbolja znana pa je "ježa valkir". Siegfried je junaška pesnitev mladega junaka. Imenitni so zvoki kovačnice, šuštenje gozda, posebej melodične pa so teme ljubezenskega dueta in v Brunhildini odpovedi božanski naravi.
Minilo je 26 let od začetka pisanja prvega osnutka libreta leta 1848 in dokončanja Somraka bogov leta 1874. Prstan traja približno 15 ur in je edini projekt takega obsega, ki se redno predvaja na svetovnih odrih.

### Parsifal
Opera Parsifal (1882) je bila napisana zadnja in je bilo edino njegovo delo napisano posebej za Festspielhaus v Bayreuthu. Zgodba opisuje junaka germanskih legend o svetem Gralu. Zamisel za Parsifala je Wagner dobil leta 1857 v Zϋrichu v času prebujanja narave in čaru Velikega petka. Prvo različico je napisal leta 1865, dopolnil in dokončal pa leta 1877. V prvem in tretjem dejanju so na odru prikazane velike svete slovesnosti in so pravo nasprotje Parsifalovi vitalnosti in moči, s katero naj bi se spopadel z demonskimi silami. Zelo drugačno je drugo dejanje v katerem se mladenič sooči s čarovnikom in upre zapeljevanju Kundrye s katero čarovnik manipulira. Glasba je temu primerno ekspresivna.

## Prozna dela
Wagner je bil izredno plodovit pisec, avtor številnih knjig, pesm, in obsežne korespondence. Njegovo pisanje zajema širok spekter tem, vključno z avtobiografijo, politiko, filozofijo ter podrobne analize svojih oper.
Wagner je načrtoval izdati zbrane publikacije že leta 1865. Menil je, da bi taka izdaja pomagala razumeti njegov intelektualni razvoj in umetniške namene. Prva takšna izdaja je izšla med letoma 1871 in 1883, vendar je bila delno prirejena. Wagnerjeva avtobiografija Mein Leben je bila najprej objavljena v zelo majhni izdaji (15-18 izvodov na volumen) v štirih knjigah med letoma 1870 in 1880 in je bila namenjena le prijateljem. Prva javna izdaja (z veliko dodanih odlomkov Cosime) se je pojavila leta 1911, prvi poskus polne različice (v nemščini) pa leta 1963.
Celotna izdaja Wagnerjeve korespondence, ki po ocenah znaša med 10.000 in 12.000 enot, poteka še vedno pod nadzorom Zavoda za glasbene raziskave na Univerzi v Würzburgu. Leta 2012 se je pojavilo 20 volumnov, ki zajemajo obdobje do leta 1870.

## Opere
- Vile (Die Feen, 1834)
- Prepoved ljubezni (Das Liebesverbot, 1836)
- Rienzi (1842)
- Večni mornar ali Leteči Holandec (Der fliegende Holländer, 1843)
- Tannhäuser (1845)
- Lohengrin (1850)
- Nibelunški prstan (Der Ring des Nibelungen), v štirih delih:
  - predvečer: Rensko zlato (Das Rheingold, 1869)
  - prvi dan: Valkira (Die Walküre, 1870)
  - drugi dan: Siegfried (1876)
  - tretji dan: Somrak bogov (Götterdämmerung, 1876)
- Tristan in Izolda (Tristan und Isolde, 1865)
- Mojstri pevci Nürnberški (Die Meistersinger von Nürnberg, 1868)
- Parsifal (1882)